# Natação nos Jogos Olímpicos de Verão de 2020

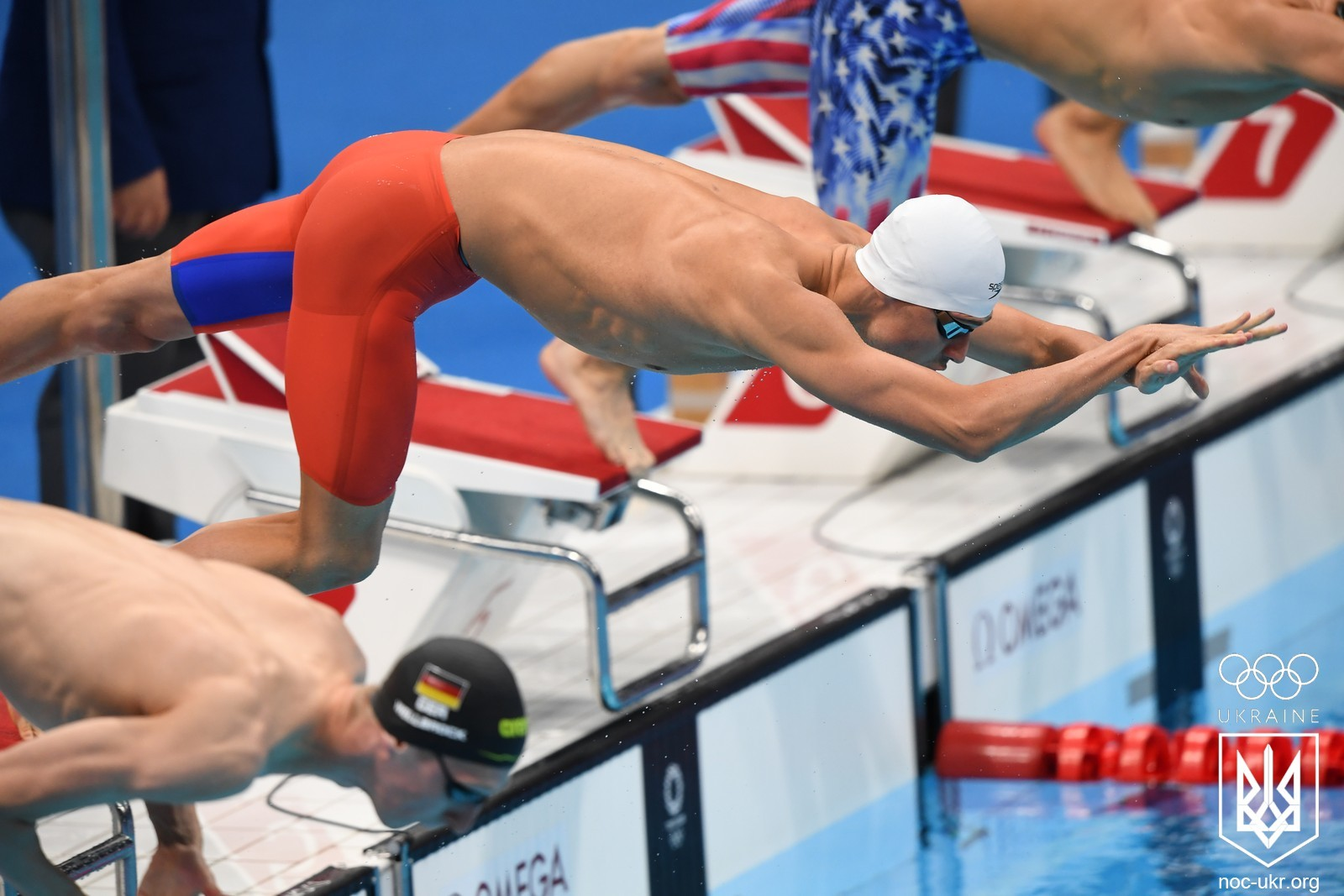
Largada da final dos 1500 metros masculino

As competições de natação nos Jogos Olímpicos de Verão de 2020 ocorreram de 24 de julho a 1 de agosto de 2021 no Centro Aquático de Tóquio aos eventos em piscina, e em 4 e 5 de agosto na vertente de maratona aquática em águas abertas no Parque Marinho de Odaiba. Originalmente, programados entre 25 de julho a 6 de agosto de 2020, mas devido à pandemia de COVID-19, os jogos foram adiados para 2021. Todavia, sua nomenclatura oficial permaneceu como "Tóquio 2020".
A natação contou com um recorde de 37 eventos (18 para cada gênero e um misto), com a introdução de três novos eventos: 800 metros livre masculino, 1500 metros livre feminino e revezamento 4×100 metros medley misto.

## Qualificação
Eventos individuais
A Federação Internacional de Natação (FINA) estabeleceu marcas de qualificação para cada uma das provas individuais em piscina. As marcas consistiram em dois tipos: um tempo de qualificação olímpica (OQT) e um tempo de seleção olímpica (OST). Cada Comitê Olímpico Nacional (CON) poderia inscrever até dois nadadores por prova, contanto que ambos obtivessem o OQT. Um CON poderia inscrever um competidor por evento preenchendo a marca de convite. Qualquer nadador que conseguisse o tempo de qualificação olímpica poderia participar da prova nos Jogos; um nadador que conseguisse a marca de convite estava elegível para inscrição, com sua entrada classificada em um ranking. Se um CON não tivesse nadadores que preenchessem os critérios de qualificação, poderia inscrever um homem e uma mulher. Um CON que não recebeu uma vaga de alocação, mas tinha pelo menos um nadador com marca para qualificação poderia inscrever o nadador de maior ranking.
Provas de revezamento
Cada prova de revezamento contou com 16 equipes, sendo as vagas distribuídas da seguinte maneira:
- As doze primeiras colocadas de cada revezamento no Campeonato Mundial de Esportes Aquáticos de 2019;
- As quatro equipes não qualificadas com os melhores tempos, baseado em um período de 15 meses antes das Olimpíadas.

Maratona aquática
As provas masculinas e femininas de 10 km tiveram 25 nadadores, com as vagas distribuídas da seguinte forma:
- Os dez primeiros das provas de 10 km no Campeonato Mundial de Esportes Aquáticos de 2019;
- Os nove primeiros colocados no pré-olímpico da maratona aquática;
- Um representante de cada continente da FINA (África, Américas, Ásia, Europa e Oceania), totalizando cinco vagas;
- Um representante do país-sede (Japão) se não qualificado pelas vias anteriores. Se o Japão já tivesse um nadador qualificado, a vaga seria realocada para o pré-olímpico.

## Formato da competição
Trinta e sete provas foram disputadas na natação, dezoito provas masculinas, dezoito femininas e uma mista em piscina e uma prova de maratona para cada gênero, em mar aberto.
|                         | 50 m                                               | 100 m                                              | 200 m                                              | 400 m                                              | 800 m                                              | 1500 m                                             | 4×100 m                                            | 4×200 m                                            |
| ----------------------- | -------------------------------------------------- | -------------------------------------------------- | -------------------------------------------------- | -------------------------------------------------- | -------------------------------------------------- | -------------------------------------------------- | -------------------------------------------------- | -------------------------------------------------- |
| Nado livre              | M/F                                                | M/F                                                | M/F                                                | M/F                                                | M/F                                                | M/F                                                | M/F                                                | M/F                                                |
| Costas                  |                                                    | M/F                                                | M/F                                                |                                                    |                                                    |                                                    |                                                    |                                                    |
| Peito (bruços)          |                                                    | M/F                                                | M/F                                                |                                                    |                                                    |                                                    |                                                    |                                                    |
| Borboleta (mariposa)    |                                                    | M/F                                                | M/F                                                |                                                    |                                                    |                                                    |                                                    |                                                    |
| Medley (quatro estilos) |                                                    |                                                    | M/F                                                | M/F                                                |                                                    |                                                    | M/F/Mis                                            |                                                    |
| Maratona aquática       | 10 quilômetros em mar aberto, masculino e feminino | 10 quilômetros em mar aberto, masculino e feminino | 10 quilômetros em mar aberto, masculino e feminino | 10 quilômetros em mar aberto, masculino e feminino | 10 quilômetros em mar aberto, masculino e feminino | 10 quilômetros em mar aberto, masculino e feminino | 10 quilômetros em mar aberto, masculino e feminino | 10 quilômetros em mar aberto, masculino e feminino |

## Calendário
Diferentemente das edições anteriores, o programa da natação ocorreu em dois segmentos. Para os eventos em piscina, as preliminares foram realizadas à noite, com as semifinais e a final na sessão matinal seguinte, com um dia de separação entre as semifinais e as finais nos eventos com semifinais. A mudança do horário normal de preliminares na manhã e finais noturnas para o inverso ocorreu nestes Jogos devido a um pedido prévio realizado pela NBC, difusora televisiva dos Estados Unidos. Devido à grande quantidade de dinheiro paga pelos direitos de transmissão olímpica pela emissora, o COI permitiu o ajuste dos horários para maximização da audiência nos Estados Unidos, quando possível; a NBC assinou um contrato de 7,75 bilhões de dólares em 7 de maio de 2014 pelos direitos de transmissão até 2032. Sendo uma das maiores fontes de receita do COI, as finais das provas puderam ser mostradas ao vivo para a audiência dos Estados Unidos.
| P | Preliminares | SF | Semifinais | F | Final |

M = Sessão diurna, iniciando às 10:30 locais (UTC+9)

N = Sessão noturna, iniciando às 19:00 locais (UTC+9).
| Data →          | 24 jul | 24 jul | 25 jul | 25 jul | 26 jul | 26 jul | 27 jul | 27 jul | 28 jul | 28 jul | 29 jul | 29 jul | 30 jul | 30 jul | 31 jul | 31 jul | 1 ago | 1 ago | 5 ago | 5 ago |
| Evento ↓        | M      | N      | M      | N      | M      | N      | M      | N      | M      | N      | M      | N      | M      | N      | M      | N      | M     | N     | M     | N     |
| --------------- | ------ | ------ | ------ | ------ | ------ | ------ | ------ | ------ | ------ | ------ | ------ | ------ | ------ | ------ | ------ | ------ | ----- | ----- | ----- | ----- |
| 50 m livre      |        |        |        |        |        |        |        |        |        |        |        |        |        | P      | SF     |        | F     |       |       |       |
| 100 m livre     |        |        |        |        |        |        |        | P      | SF     |        | F      |        |        |        |        |        |       |       |       |       |
| 200 m livre     |        |        |        | P      | SF     |        | F      |        |        |        |        |        |        |        |        |        |       |       |       |       |
| 400 m livre     |        | P      | F      |        |        |        |        |        |        |        |        |        |        |        |        |        |       |       |       |       |
| 800 m livre     |        |        |        |        |        |        |        | P      |        |        | F      |        |        |        |        |        |       |       |       |       |
| 1500 m livre    |        |        |        |        |        |        |        |        |        |        |        |        |        | P      |        |        | F     |       |       |       |
| 100 m costas    |        |        |        | P      | SF     |        | F      |        |        |        |        |        |        |        |        |        |       |       |       |       |
| 200 m costas    |        |        |        |        |        |        |        |        |        | P      | SF     |        | F      |        |        |        |       |       |       |       |
| 100 m peito     |        | P      | SF     |        | F      |        |        |        |        |        |        |        |        |        |        |        |       |       |       |       |
| 200 m peito     |        |        |        |        |        |        |        | P      | SF     |        | F      |        |        |        |        |        |       |       |       |       |
| 100 m borboleta |        |        |        |        |        |        |        |        |        |        |        | P      | SF     |        | F      |        |       |       |       |       |
| 200 m borboleta |        |        |        |        |        | P      | SF     |        | F      |        |        |        |        |        |        |        |       |       |       |       |
| 200 m medley    |        |        |        |        |        |        |        |        |        | P      | SF     |        | F      |        |        |        |       |       |       |       |
| 400 m medley    |        | P      | F      |        |        |        |        |        |        |        |        |        |        |        |        |        |       |       |       |       |
| 4×100 m livre   |        |        |        | P      | F      |        |        |        |        |        |        |        |        |        |        |        |       |       |       |       |
| 4×200 m livre   |        |        |        |        |        |        |        | P      | F      |        |        |        |        |        |        |        |       |       |       |       |
| 4×100 m medley  |        |        |        |        |        |        |        |        |        |        |        |        |        | P      |        |        | F     |       |       |       |
| 10 km maratona  |        |        |        |        |        |        |        |        |        |        |        |        |        |        |        |        |       |       | F     |       |

| Data →          | 24 jul | 24 jul | 25 jul | 25 jul | 26 jul | 26 jul | 27 jul | 27 jul | 28 jul | 28 jul | 29 jul | 29 jul | 30 jul | 30 jul | 31 jul | 31 jul | 1 ago | 1 ago | 4 ago | 4 ago |
| Evento ↓        | M      | N      | M      | N      | M      | N      | M      | N      | M      | N      | M      | N      | M      | N      | M      | N      | M     | N     | M     | N     |
| --------------- | ------ | ------ | ------ | ------ | ------ | ------ | ------ | ------ | ------ | ------ | ------ | ------ | ------ | ------ | ------ | ------ | ----- | ----- | ----- | ----- |
| 50 m livre      |        |        |        |        |        |        |        |        |        |        |        |        |        | P      | SF     |        | F     |       |       |       |
| 100 m livre     |        |        |        |        |        |        |        |        |        | P      | SF     |        | F      |        |        |        |       |       |       |       |
| 200 m livre     |        |        |        |        |        | P      | SF     |        | F      |        |        |        |        |        |        |        |       |       |       |       |
| 400 m livre     |        |        |        | P      | F      |        |        |        |        |        |        |        |        |        |        |        |       |       |       |       |
| 800 m livre     |        |        |        |        |        |        |        |        |        |        |        | P      |        |        | F      |        |       |       |       |       |
| 1500 m livre    |        |        |        |        |        | P      |        |        | F      |        |        |        |        |        |        |        |       |       |       |       |
| 100 m costas    |        |        |        | P      | SF     |        | F      |        |        |        |        |        |        |        |        |        |       |       |       |       |
| 200 m costas    |        |        |        |        |        |        |        |        |        |        |        | P      | SF     |        | F      |        |       |       |       |       |
| 100 m peito     |        |        |        | P      | SF     |        | F      |        |        |        |        |        |        |        |        |        |       |       |       |       |
| 200 m peito     |        |        |        |        |        |        |        |        |        | P      | SF     |        | F      |        |        |        |       |       |       |       |
| 100 m borboleta |        | P      | SF     |        | F      |        |        |        |        |        |        |        |        |        |        |        |       |       |       |       |
| 200 m borboleta |        |        |        |        |        |        |        | P      | SF     |        | F      |        |        |        |        |        |       |       |       |       |
| 200 m medley    |        |        |        |        |        | P      | SF     |        | F      |        |        |        |        |        |        |        |       |       |       |       |
| 400 m medley    |        | P      | F      |        |        |        |        |        |        |        |        |        |        |        |        |        |       |       |       |       |
| 4×100 m livre   |        | P      | F      |        |        |        |        |        |        |        |        |        |        |        |        |        |       |       |       |       |
| 4×200 m livre   |        |        |        |        |        |        |        |        |        | P      | F      |        |        |        |        |        |       |       |       |       |
| 4×100 m medley  |        |        |        |        |        |        |        |        |        |        |        |        |        | P      |        |        | F     |       |       |       |
| 10 km maratona  |        |        |        |        |        |        |        |        |        |        |        |        |        |        |        |        |       |       | F     |       |

| Data →         | 24 jul | 24 jul | 25 jul | 25 jul | 26 jul | 26 jul | 27 jul | 27 jul | 28 jul | 28 jul | 29 jul | 29 jul | 30 jul | 30 jul | 31 jul | 31 jul | 1 ago | 1 ago |
| Evento ↓       | M      | N      | M      | N      | M      | N      | M      | N      | M      | N      | M      | N      | M      | N      | M      | N      | M     | N     |
| -------------- | ------ | ------ | ------ | ------ | ------ | ------ | ------ | ------ | ------ | ------ | ------ | ------ | ------ | ------ | ------ | ------ | ----- | ----- |
| 4×100 m medley |        |        |        |        |        |        |        |        |        |        |        | P      |        |        | F      |        |       |       |

## Nações participantes
Estiveram presentes 183 CONs nas provas de natação, totalizando 921 atletas. Estados Unidos, com 50 nadadores, fora o comitê com mais representantes.

## Medalhistas

### Masculino
- EL. ↑EL Participaram apenas das eliminatórias, mas receberam medalhas

### Feminino
| Evento                              | Ouro | Ouro      | Prata | Prata     | Bronze | Bronze    |
| ----------------------------------- | --- | --------- | --- | --------- | --- | --------- |
| 50 m livre detalhes                 | Emma McKeon AUS Austrália | 23.81     | Sarah Sjöström SWE Suécia | 24.07     | Pernille Blume DEN Dinamarca | 24.21     |
| 100 m livre detalhes                | Emma McKeon AUS Austrália | 51.96     | Siobhán Haughey HKG Hong Kong | 52.27     | Cate Campbell AUS Austrália | 52.52     |
| 200 m livre detalhes                | Ariarne Titmus AUS Austrália | 1:53.50   | Siobhán Haughey HKG Hong Kong | 1:53.92   | Penny Oleksiak CAN Canadá | 1:54.70   |
| 400 m livre detalhes                | Ariarne Titmus AUS Austrália | 3:65.69   | Katie Ledecky USA Estados Unidos | 3:57.36   | Li Bingjie CHN China | 4:01.08   |
| 800 m livre detalhes                | Katie Ledecky USA Estados Unidos | 8:12.57   | Ariarne Titmus AUS Austrália | 8:13.83   | Simona Quadarella ITA Itália | 8:18.35   |
| 1500 m livre detalhes               | Katie Ledecky USA Estados Unidos | 15.37.34  | Erica Sullivan USA Estados Unidos | 15.41.41  | Sarah Köhler GER Alemanha | 15.42.91  |
| 100 m costas detalhes               | Kaylee McKeown AUS Austrália | 57.47     | Kylie Masse CAN Canadá | 57.72     | Regan Smith USA Estados Unidos | 58.05     |
| 200 m costas detalhes               | Kaylee McKeown AUS Austrália | 2:04.68   | Kylie Masse CAN Canadá | 2:05.42   | Emily Seebohm AUS Austrália | 2:06.17   |
| 100 m peito detalhes                | Lydia Jacoby USA Estados Unidos | 1:04.95   | Tatjana Schoenmaker RSA África do Sul | 1:05.22   | Lilly King USA Estados Unidos | 1:05.54   |
| 200 m peito detalhes                | Tatjana Schoenmaker RSA África do Sul | 2:18.95   | Lilly King USA Estados Unidos | 2:19.92   | Annie Lazor USA Estados Unidos | 2:20.84   |
| 100 m borboleta detalhes            | Maggie Mac Neil CAN Canadá | 55.59     | Zhang Yufei CHN China | 55.64     | Emma McKeon AUS Austrália | 55.72     |
| 200 m borboleta detalhes            | Zhang Yufei CHN China | 2:03.86   | Regan Smith USA Estados Unidos | 2:05.30   | Hali Flickinger USA Estados Unidos | 2:05.65   |
| 200 m medley detalhes               | Yui Ohashi JPN Japão | 2:08.52   | Alex Walsh USA Estados Unidos | 2:08.65   | Kate Douglass USA Estados Unidos | 2:09.04   |
| 400 m medley detalhes               | Yui Ohashi JPN Japão | 4:32.08   | Emma Weyant USA Estados Unidos | 4:32.76   | Hali Flickinger USA Estados Unidos | 4:34.90   |
| Revezamento 4×100 m livre detalhes  | Bronte Campbell (53.01) Meg Harris (53.09) Emma McKeon (51.35) Cate Campbell (52.24) Mollie O'Callaghan[EL] Madison Wilson[EL] AUS Austrália                           | 3:29.69   | Kayla Sanchez (53.42) Maggie Mac Neil (53.47) Rebecca Smith (53.63) Penny Oleksiak (52.26) Taylor Ruck[EL] CAN Canadá                                                     | 3:32.78   | Erika Brown (54.02) Abbey Weitzeil (52.68) Natalie Hinds (53.15) Simone Manuel (52.96) Catie DeLoof[EL] Allison Schmitt[EL] Olivia Smoliga[EL] USA Estados Unidos                      | 3:32.81   |
| Revezamento 4×200 m livre detalhes  | Yang Junxuan (1:54.37) Tang Muhan (1:55.00) Zhang Yufei (1:55.66) Li Bingjie (1:55.30) Dong Jie[EL] Zhang Yifan[EL] CHN China                                          | 7:40.33   | Allison Schmitt (1:56.34) Paige Madden (1:55.25) Katie McLaughlin (1:55.38) Katie Ledecky (1:53.76) Brooke Forde[EL] Bella Sims[EL] USA Estados Unidos                    | 7:40.73   | Ariarne Titmus (1:54.51) Emma McKeon (1:55.31) Madison Wilson (1:55.62) Leah Neale (1:55.85) Tamsin Cook[EL] Meg Harris[EL] Mollie O'Callaghan[EL] Brianna Throssell[EL] AUS Austrália | 7:41.29   |
| Revezamento 4×100 m medley detalhes | Kaylee McKeown (58.01) Chelsea Hodges (1:05.57) Emma McKeon (55.91) Cate Campbell (52.11) Emily Seebohm[EL] Brianna Throssell[EL] Mollie O'Callaghan[EL] AUS Austrália | 3:51.60   | Regan Smith (58.05) Lydia Jacoby (1:05.03) Torri Huske (56.16) Abbey Weitzeil (52.49) Rhyan White[EL] Lilly King[EL] Claire Curzan[EL] Erika Brown[EL] USA Estados Unidos | 3:51.73   | Kylie Masse (57.90) Sydney Pickrem (1:07.17) Maggie Mac Neil (55.27) Penny Oleksiak (52.26) Taylor Ruck[EL] Kayla Sanchez[EL] CAN Canadá                                               | 3:52.60   |
| Maratona 10 km detalhes             | Ana Marcela Cunha BRA Brasil | 1:59:30.8 | Sharon van Rouwendaal NED Países Baixos | 1:59:31.7 | Kareena Lee AUS Austrália | 1:59:32.5 |

- EL. ↑EL Participaram apenas das eliminatórias, mas receberam medalhas

### Misto
- EL. ↑EL Participaram apenas das eliminatórias, mas receberam medalhas

## Quadro de medalhas

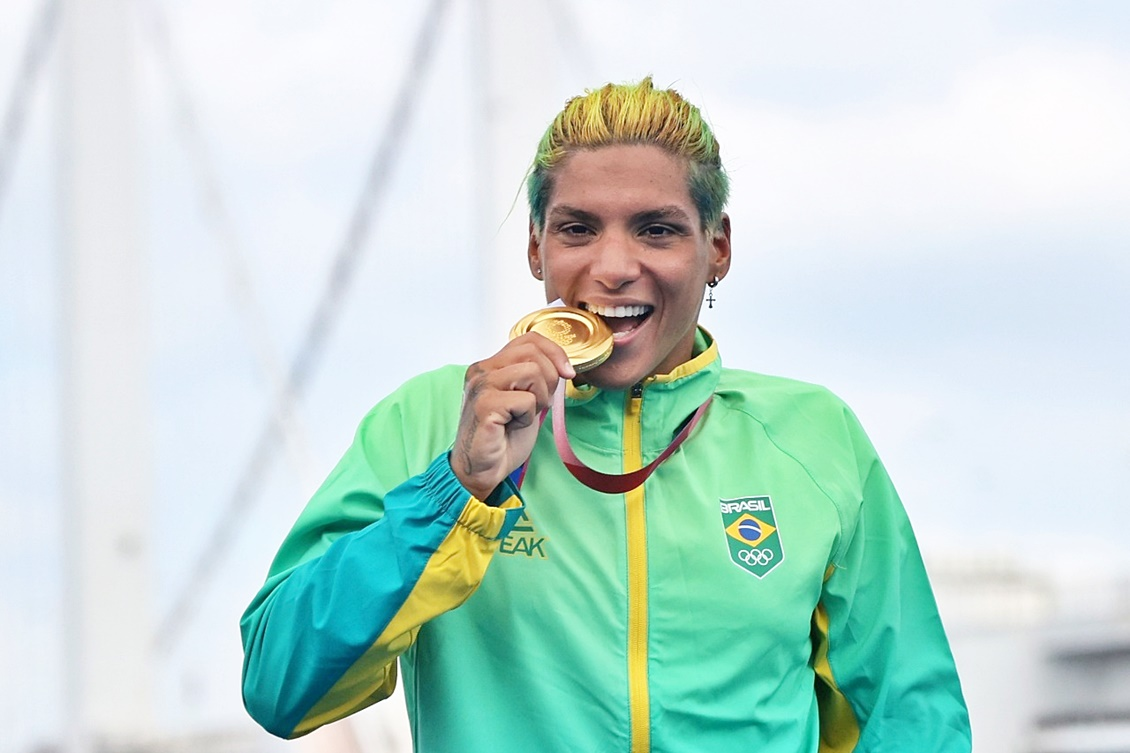
Ana Marcela Cunha conquistou a única medalha de ouro do Brasil na natação em Tóquio

País sede destacado
| Ordem | País               | Medalha de ouro | Medalha de prata | Medalha de bronze |     | Ordem por total |
| ----- | ------------------ | --------------- | ---------------- | ----------------- | --- | --------------- |
| 1     | USA Estados Unidos | 11              | 10               | 9                 | 30  | 1               |
| 2     | AUS Austrália      | 9               | 3                | 9                 | 21  | 2               |
| 3     | GBR Grã-Bretanha   | 4               | 3                | 1                 | 8   | 3               |
| 4     | CHN China          | 3               | 2                | 1                 | 6   | 5               |
| 5     | ROC                | 2               | 2                | 1                 | 5   | 7               |
| 6     | JPN Japão          | 2               | 1                |                   | 3   | 8               |
| 7     | CAN Canadá         | 1               | 3                | 2                 | 6   | 5               |
| 8     | HUN Hungria        | 1               | 2                |                   | 3   | 8               |
| 9     | RSA África do Sul  | 1               | 1                |                   | 2   | 13              |
| 10    | GER Alemanha       | 1               |                  | 2                 | 3   | 8               |
|       | BRA Brasil         | 1               |                  | 2                 | 3   | 8               |
| 12    | TUN Tunísia        | 1               |                  |                   | 1   | 16              |
| 13    | NED Países Baixos  |                 | 3                |                   | 3   | 8               |
| 14    | ITA Itália         |                 | 2                | 5                 | 7   | 4               |
| 15    | HKG Hong Kong      |                 | 2                |                   | 2   | 13              |
| 16    | UKR Ucrânia        |                 | 1                | 1                 | 2   | 13              |
| 17    | FRA França         |                 | 1                |                   | 1   | 16              |
|       | SWE Suécia         |                 | 1                |                   | 1   | 16              |
| 19    | SUI Suíça          |                 |                  | 2                 | 2   | 13              |
| 20    | DEN Dinamarca      |                 |                  | 1                 | 1   | 16              |
|       | FIN Finlândia      |                 |                  | 1                 | 1   | 16              |
| TOTAL | TOTAL              | 37              | 37               | 37                | 111 | —               |

Legenda
| Recorde mundial      | Recorde mundial (World record)               |                       | Recorde africano                      | Recorde africano (African) |                                           | Q | Classificado por posição (Qualified) |
| Recorde olímpico     | Recorde olímpico (Olympic record)            | Recorde da América    | Recorde da América (Americas)         | q                          | Classificado por melhor tempo (Qualified) |   |                                      |
| Melhor marca do ano  | Melhor marca do ano (World leading)          | Recorde asiático      | Recorde asiático (Asian)              | DNS                        | Não largou (Did not start)                |   |                                      |
| Recorde nacional     | Recorde nacional (National record)           | Recorde europeu       | Recorde europeu (European)            | DNF                        | Não terminou (Did not finish)             |   |                                      |
| Recorde pessoal      | Recorde pessoal do atleta (Personal best)    | Recorde da Oceania    | Recorde da Oceania (Oceania)          | DSQ / DQ                   | Desclassificado (Disqualified)            |   |                                      |
| Recorde da temporada | Recorde da temporada do atleta (Season best) | Recorde sul-americano | Recorde sul-americano (South America) | NM                         | Sem marca (No mark)                       |   |                                      |